# Блакитний лід (фільм, 1969)
«Блакитний лід» (рос. «Голубой лёд») — російський радянський художній фільм 1969 року виробництва кіностудії «Ленфільм».

## Зміст
Одна з нечисленних картин, яка показує таємниці великого спорту. Тут розкриті проблеми, з якими можуть зіткнутися спортсмени, а не тільки причини їхнього тріумфу. У центрі сюжету – фігуристи Берестові, які програли чемпіонат Європи. Партнерка не може впоратися з тими навантаженнями, які їй нав'язують, тому її партнер шукає заміну.

## Ролі
- Олександр Горелик — Сергій Берестов
- Наталія Сєдих — Олена Берестова
- Сергій Кононихін — коментатор
- Тамара Москвіна — тренер
- Маре Хелласте
- Анатолій Бабієнко

## Знімальна група
- Автори сценарію: Юрій Нагибін, Цезар Солодар
- Режисер-постановник: Віктор Соколов
- Композитор: Яків Вайсбурд
- Операторр-постановник: Олександр Чечулін
- Художники-постановники: Олександр Компанієць, Олександр Блек

## Технічні дані
- Кольоровий, звуковий, широкоформатний. Знятий на негатив 70-мм.

## Цікаві факти
- Головні ролі у фільмі виконали срібний призер Олімпіади-1968 у парному катанні та балерина Великого театру.